# Gestion de portefeuille de projets
La gestion de portefeuille de projets (GPP) est la discipline traitant des projets pris d'un point de vue global dans un but de sélection et d'arbitrage,. Alors que la gestion de projet s'attache à « bien faire les projets » - domaine de l'opérationnel -, la gestion de portefeuille de projets vise à « faire les bons projets » - domaine du décisionnel.
La gestion de portefeuille de projets s'inspire des théories modernes de la  gestion de portefeuille financière desquelles cependant elle diffère sur de nombreux points : liquidité des actifs,, utilisation de scoring dans l'évaluation des opportunités plutôt que de  modèles mathématiques notamment.

## Émergence de la gestion de portefeuille de projets
L'apparition de la gestion de portefeuille de projet comme discipline véritablement distincte de la gestion de projet peut être datée approximativement du milieu des années 1990. En 1998, une publication par Cooper, Scott et Elko traitant de la gestion de portefeuille de nouveaux projets de produits semble en constituer un maillon clé. La gestion de portefeuille de projet de produit est ensuite étendue progressivement aux autres types de projets, informatiques notamment.
Ce développement plus rapide dans certaines fonctions de la gestion de portefeuille de projet peut s'expliquer par la position dans la  chaîne de valeur de l'entreprise. Le besoin d'un outil décisionnel et d'arbitrage dans des activités de soutien, souvent le cas d'une informatique interne, paraît moins immédiat que pour des activités en prise directe avec le marché qu'elles servent, par exemple un centre de développement produit.
La gestion de portefeuille de projet est enfin largement postérieure à la discipline moderne de la gestion de projet qui date des années 1950. Pour autant, plutôt qu'une apparition brusque, il faut voir une évolution des pratiques et une lente cristallisation : consolidation projets/ressources/coûts, dépendance inter-projets, gestion de programme, etc. sont des pratiques utilisées couramment en gestion de projet bien avant l'apparition de la discipline de la gestion de portefeuille de projets.

## Définition
Le projet a été vu, traditionnellement et de manière restrictive, comme une organisation temporaire à l’intérieur de l’organisation-mère, consommant des ressources qui lui sont propres, et délivrant un bénéfice indépendant des autres projets ou opérations. Un chantier de construction d’immeuble est représentatif de cette conception, mené dans un périmètre délimité, par une équipe spécialisée, les ressources qu’il utilise lui sont propres, et le bénéfice qui en est attendu peut être apprécié de manière indépendante : il ne dépend pas de l’échec ou du succès d’un autre projet. Cependant, l’organisation orientée projet, à partir d’une certaine taille, mène rarement ses projets de manière isolée et indépendante. Ainsi, le projet présente souvent des dépendances avec d’autres projets ou opérations, avec lesquels il partage des ressources ou des objectifs communs, constituant ainsi un portefeuille ou un programme.
À un niveau de gestion supérieur à celui du projet, on trouve donc le programme. Il s’agit d’un groupe de projets contribuant à l’atteinte d’objectifs ou de buts communs. La principale distinction entre projet et programme se définit astucieusement en termes de type d’objectifs. Les projets ont des objectifs labellisés SMART (Specific, Mesurable, Achievable, Realistic and Timelined), quand les objectifs d’un programme sont AR : s’ils sont atteignables et réalistes, ils sont souvent moins spécifiques, plus difficiles à quantifier et leur atteinte est rarement soumise à un calendrier.
Le portefeuille est un ensemble de projets partageant une ressource commune (le programme possède des outputs communs, le portefeuille des inputs communs). Ces ressources peuvent être humaines ou budgétaires, mais aussi des connaissances et des technologies. Ceci a plusieurs conséquences sur la gestion d’un portefeuille de projets :
- Les projets doivent être priorisés au regard des ressources disponibles. Les ressources étant limitées, seul un nombre restreint de projets peuvent être entrepris.
- Une fois sélectionnés les projets à intégrer au portefeuille, il est nécessaire de répartir, entre eux, les ressources disponibles.
- Enfin, ils sont inter-dépendants par des éléments essentiels à leur achèvement: des données, des procédés, des connaissances, etc. ce qui peut être une source d’incertitude dans leur évaluation. Incertitude plus ou moins importante selon l’environnement dans lequel les projets sont gérés, le degré de coopération entre leurs gestionnaires individuels, la manière dont est organisée la négociation de l’allocation de ressources, etc.

La distinction entre programme et portefeuille semble avoir pour but une normalisation de la terminologie, plutôt que la description d’une réalité inhérente aux objets d’étude. Elle est donc certainement utile pour décrire la perception que peut avoir un manager d’un groupe de projets inter-dépendants, et des aspects qu’il juge important, mais elle n’est pas fondamentale. Par ailleurs, il existe des dépendances techniques plus complexes qu’en termes d’inputs ou d’outputs, et qui n'entrent donc pas dans le cadre de cette définition, par exemple :
- Projets techniquement compatibles : Ce sont les projets que l’on peut réaliser simultanément du moment que les ressources disponibles le permettent.
- Projets techniquement incompatibles : Indépendamment de toutes considération de ressources, il s’agit des projets qui ne peuvent être réalisés simultanément en raison de leurs finalités. Par exemple, si leur finalités sont des produits qui se cannibaliseraient sur un marché donné.
- Projets liés : Il s’agit des projets qui ne peuvent être réalisés que conjointement.

Le terme portefeuille peut donc s'utiliser pour désigner tout groupe de projets inter-dépendants.
La hiérarchie projet/portefeuille impose un double niveau d’évaluation. En effet, elle rend nécessaire, non seulement l’évaluation du niveau d’atteinte des objectifs de chaque projet pris individuellement, mais il convient également de renseigner sur le niveau d’atteinte des objectifs globaux assignés au portefeuille. Ceci est particulièrement important lorsque la sélection s’opère sur des projets hétérogènes (de par leur taille, leur nature, etc.) qui peuvent nécessiter l’utilisation de procédés d’évaluation différents. Toutefois, l’évaluation du niveau d’atteinte des objectifs du portefeuille dans sa globalité doit permettre d’intercomparer les projets au-delà de cette hétérogénéité. De même les recommandations qui découlent de l’évaluation peuvent être faites à ces deux niveaux, et porter sur les projets individuels (décisions de type Go/Kill) ou sur la constitution du portefeuille de projets dans son ensemble.
La gestion de portefeuille de projets se caractérise ainsi par :
- le caractère incertain d'information nécessaire à la décision, car portant sur des événements futurs ;
- la composition nécessairement changeante du portefeuille compte tenu de l'évolution de l'information disponible et de l'environnement de l'entreprise ;
- l'hétérogénéité du portefeuille où des projets matures sont en compétition avec des idées de projet et où la quantité et la qualité d'information disponible est très variable ;
- une disponibilité des ressources limitées (faire tous les projets n'est pas possible) et une ré allocation des ressources parfois difficile (compétence, localisation, etc.) ;
- un alignement avec la vision, la stratégie, les objectifs et la culture de l'entreprise, ainsi que le niveau de risque et de bénéfice que l'entreprise ou l'organisation est prête à accepter.

## Métaphore boursière
Chaque projet est considéré comme un investissement isolé dont il faut suivre de très près le « rendement », tout en tenant compte de la rentabilité de tout le portefeuille.